# Park Tae-hwan (wioślarz)
Park Tae-hwan (kor.: 박태환, ur. 14 marca 1985 r. w Ko Heng) – koreański wioślarz

## Osiągnięcia
- Mistrzostwa Świata – Monachium 2007 – dwójka podwójna wagi lekkiej – 25. miejsce[1].